# Matjaž Kocbek
Matjaž Kocbek, slovenski pesnik, slikar in dramatik, * 6. november 1946, Ljubljana, † 23. februar 2013.
Kocbek je med letoma 1968 in 1972 študiral primerjalno književnost in literarno teorijo na Filozofski fakulteti v Ljubljani, študij je nadaljeval v Parizu. Živel je v Ljubljani, sicer pa večkrat potoval v Indijo, na Kreto in področje Sredozemlja nasploh. Matjaž Kocbek je bil sin pesnika in pisatelja Edvarda Kocbeka.

## Delo

### Slikarstvo
Matjaž Kocbek se je v tretjem tisočletju začel ukvarjati tudi s slikarstvom, prvo razstavo je imel v Obalnih galerijah Piran leta 2003, leta 2004 je sledila razstava z naslovom Tilt! v Ljubljanski galeriji Equrna, leta 2006 pa je kot prejemnik mednarodne štipendije deloval v New Yorku. S slikarstvom se je ukvarjal tudi teoretično, raziskoval je slikarstvo njujorške šole, predvsem Rothka in Pollocka, nadgradnjo abstrakcije, novo figuraliko iz 80. let (Julian Schnabel, Kiefer Richter). Ukvarjal se je z novimi mediji in problemom umetnikovega položaja v družbi, kar je povezoval tudi s poezijo.